# Bowdoin College
Pour les articles homonymes, voir Bowdoin.

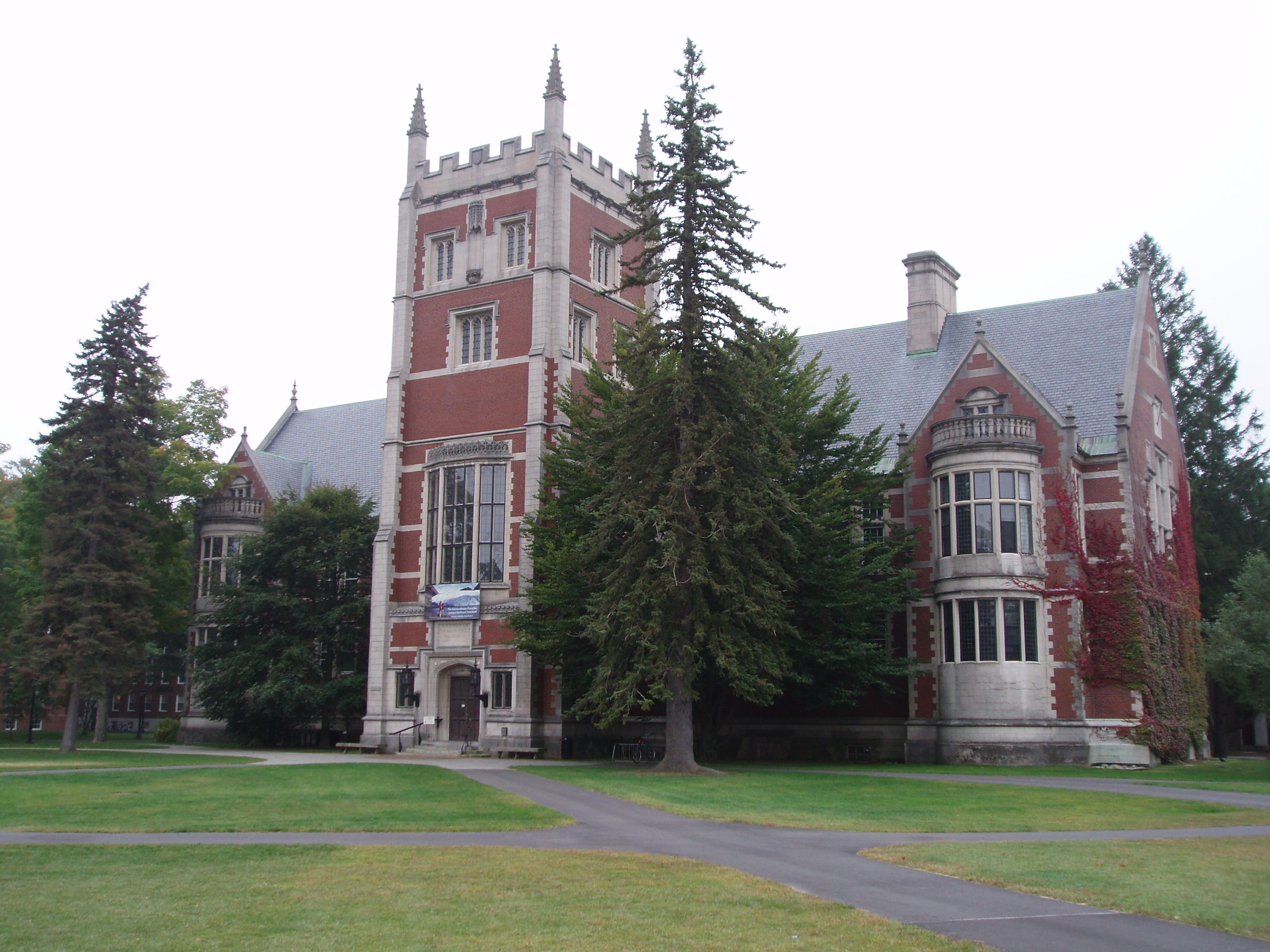
Hubbard Hall.

Bowdoin College est un établissement d'enseignement supérieur de la ville de Brunswick dans le Maine aux États-Unis. Il a été fondé en 1794 et compte actuellement 1 962 d'étudiants.
En 2009 Bowdoin atteint le sixième rang dans le U.S. News and World Report liberal arts colleges ranking.

## Divers
Trois importants auteurs ont fréquenté les bancs du collège, le romancier Nathaniel Hawthorne et le poète Henry Longfellow, qui y finirent leur cursus en 1825. Plus récemment Douglas Kennedy y fit ses études.
En 2006, Newsweek décrit Bowdoin comme étant un « New Ivy », l'un des collèges et universités n'appartenant pas à l'Ivy League.

### Étudiants

Le campus du Bowdoin College.